# Graça Fonseca
Pour les articles homonymes, voir Fonseca.
Graça Fonseca, née le 13 août 1971, est une femme politique portugaise.

## Biographie
Du 29 novembre 2015 au 15 octobre 2018, elle est secrétaire d'État à la Modernisation de l'Administration. Le 15 octobre 2018, elle est nommée ministre de la Culture par le Premier ministre António Costa.
En 2017, elle fait son coming out lors d'une interview avec Diário de Notícias et devient alors la première ministre portugaise ouvertement lesbienne.